# 장기범 (배우)
장기범(1990년 5월 22일 ~ )은 대한민국의 배우이다.
- 1995년 3월 어린이 연극배우 이전 하고 데뷔 했다.
- 2002년 배우로 데뷔 하고 2012년 마지막 배우 하고 끝냈다.

## 학력
- 신도초등학교 (1997년 3월 입학 ~ 2003년 2월 졸업)
- 부명중학교 (2003년 3월 입학 ~ 2006년 2월 졸업)
- 중원고등학교 (2006년 3월 1학년 입학 ~ 2006년 7월 1학년 학년 1학기 마지막 전학)
- 반포고등학교 (2006년 9월 전학 1학년 2학기 전학 잠깐 배정 ~ 2007년 7월 2학년 2년만에 졸업 포기 하고 2학년 2학년 1학기 마지막 전학)
- 압구정고등학교 (2007년 9월 전학 1학년 변경 전학 1학년 2학기 전학 배정 ~ 2010년 2월 졸업)

## 출연작

### 영화
- 《6월의 일기》 (2005년) - 귀공자 역
- 《홍길동의 후예》 (2009년) - 홍찬혁 역
- 《글러브》 (2011년) - 차명재 역

### 드라마
- 《동물원 사람들》 (KBS2, 2002년)
- 《TV로 보는 원작동화 - 자전거 도둑》 (EBS1, 2003년)
- 《TV로 보는 원작동화 - 악마의 유혹》 (EBS1, 2003년) - 이기철 역
- 《TV로 보는 원작동화 - 아름다운 5월》 (EBS1, 2003년) - 강우현 역
- 《TV로 보는 원작동화 - 마스크의 저주》 (EBS1, 2003년) - 황진욱 역
- 《TV로 보는 원작동화 - 소녀들의 여름방학》 (EBS1, 2003년)
- 《네 손톱 끝에 빛이 남아 있어》 (EBS1, 2004년)
- 《깡순이》 (EBS1, 2004년) - 민준희 역
- 《영웅시대》 (MBC, 2004년)
- 《사랑과 야망》 (SBS, 2006년) - 박현 역
- 《점프2》 (EBS1, 2006년)
- 《비밀의 교정》 (EBS1, 2006년) - 장기범 역
- 《내 남자의 여자》 (SBS, 2007년) - 허준구 역
- 《정글피쉬》 (KBS2, 2008년) - 한동희 역

### 뮤직비디오
- 《유리 - 가슴아 제발》 (2008년)

## 수상 및 후보
| 연도 | 시상식        | 부문       | 작품   | 결과 |
| ---- | ------------- | ---------- | ------ | ---- |
| 2011 | 제48회 대종상 | 신인남우상 | 글러브 | 후보 |